# Carlo Franchi
Carlo Franchi (Milaan, 1 januari 1938 – 14 januari 2021) was een Italiaans Formule 1-autocoureur. 
Hij reed één Grand Prix: de Grand Prix van Italië van 1978 voor het team Surtees. Als coureur stond hij bekend als Gimax, een afkorting van de namen van zijn zoons Gigi en Massimo. 